# 剣鬼
『剣鬼』（けんき）は、1965年10月16日に大映が配給した、三隅研次監督による時代劇映画で、主演は市川雷蔵。原作は柴田錬三郎。三隅研次、市川雷蔵の「剣シリーズ」第3弾、三隅研次は、更なる剣シリーズの製作を予定していたが、本作が不入りに終わり、最終作となった。

## 配役
- 市川雷蔵 : 斑平
- 姿美千子 : お咲
- 佐藤慶 : 神部菊馬
- 五味龍太郎 : 虚無僧
- 睦五郎 : 友蔵
- 工藤堅太郎 : 朝蔵
- 島田竜三 : 八田肝介
- 水原浩一 : 伍助
- 戸浦六宏 : 海野正信
- 伊達三郎 : 戸田信吾
- 戸田皓久 : 田所外記
- 杉山昌三九 : 池永丹左衛門
- 玉置一恵 : 津崎太一右衛門
- 小村雪子 : キン
- 浜田雄史 : 平田万之助
- 木村玄 : 棚倉武
- 内田朝雄 : 醍醐弥一郎
- 香川良介 : 影村主膳

## スタッフ
- 監督 : 三隅研次
- 企画 : 加賀四郎
- 撮影 : 牧浦地志
- 美術 : 下石坂成典
- 音楽 : 鏑木創
- 原作 : 柴田錬三郎
- 編集 :  菅沼完二
- 脚本 :  星川清司

## 併映作品
- 『掏摸』: 弓削太郎監督作品